# Taj Mahal Palace & Tower
Taj Mahal Palace & Tower («Тадж-Махал Палас») — один з найвідоміших готелів Індії. Заснований в XIX ст, за багато років серед його постояльців був не один десяток знатних персон, в числі яких безліч артистів, письменників, політичних діячів. З 1970-х років було побудовано понад 50 готелів «Тадж-Махал» в Індії і 13 по всьому світу.

## Історія
Джамсетджі Нуссерванджі Тата, прогресивний індійський підприємець XIX століття, закінчив Елфінстонський коледж в Бомбеї, був власником великої сталеливарної компанії. З організаційних справах він багато подорожував, був у Європі та Америці.
Закладаючи перший камінь майбутнього готелю в 1898 році, він заздалегідь передбачав, що «Тадж-Махал Палас» буде багато більшим і розкішніших від всіх готелів, які він коли-небудь бачив.
У будівництво було вкладено значний капітал. Під будівлю було викуплено величезну ділянку в Мумбаї на березі Аравійського моря, на набережній Аполлона.
У 1902 році Тата закуповує в Європі все найнеобхідніше для внутрішнього облаштування готелю. В Парижі він знайомиться з Густавом Ейфелем, якому замовляє десять ажурних металевих колон для бального залу.
Урочисте відкриття готелю відбулося 16 грудня 1903 року. Це була споруда, що стала справжньою сенсацією свого часу: обробка із напівкоштовних каменів, килими ручної роботи, розкішні кришталеві люстри, електричне освітлення (на той момент єдине в усьому Бомбеї). Вся обслуга готелю пройшла спеціальне навчання на базі європейських готелів.
Уже листопаді 1905 року «Тадж-Махал Палас» отримує міжнародне визнання. Під час візиту до Індії тут зупиняється британський монарх Едуард VII з дружиною Олександрою.
У лютому 1917 року у великому бальному залі «Тадж-Махала» на честь махараджи Біканера був організований грандіозний бенкет, на який з'їхалися 200 махараджів з усієї Індії.
Журналісти провідних зарубіжних газет, що раніше зупинялися у «Ватсоні», перевели свої корпункти в «Тадж-Махал». Тут же була організована штаб-квартира прихильників Махатми Ганді і Джавахарлала Неру.
У роки війни «Тадж-Махал Палас» став своєрідним культурним центром. У його залах виступали знамениті британські симфонічні оркестри, американські джазмени.
15 серпня 1947 року лорд Луїс Маунтбеттен, останній віце-король Індії, проголосив в залі «Тадж-Махалу» незалежність Індії. Тоді ж було ухвалено рішення знести стару будівлю готелю, побудовану на західний манір, і звести на його місці нову. Проти цього кроку піднялася вся прогресивна громадськість. Альфред Хічкок, Вів'єн Лі, Грегорі Пек і багато інших виступили на захист старого вигляду готелю. В результаті готель модернізували, зберігши його колишній архітектурний стиль.
Особливий інтерес світової громадськості до знаменитого готелю прийшлася на 1960-ті роки. Світ охопила хвиля хіпі, виник гострий інтерес до всього східного. У ці роки готель відвідали Джордж Харрісон і Джон Леннон, Мік Джаггер, Джина Лоллобриджида і багато інших.
У 1970-ті роки відбувається розширення «Тадж-Махал Паласу». До нього прилаштовується сучасна вежа, кількість номерів збільшується майже вдвічі.
У кінці XX століття відбувається розширення і самої готельної групи: в Джайпурі відкривається легендарний Rumba Palace, а потім в Удайпурі Озерний палац. Незабаром відкривається ще кілька готелів під маркою «Тадж-Махал». До початку 2009 року група налічувала 57 готелів в Індії і 13 в інших країнах світу.
26 листопада 2008 року група терористів атакувала «Тадж-Махал Палас», захопивши заручників. Під час операції з їхнього звільнення були пошкоджені знаменитий купол готелю і бічний флігель.

## Цікаві факти
- За легендою, Джамсетджі Нуссерванджі Тата не зміг зустрітися з європейськими партнерами, оскільки зустріч була призначена у готелі «Ватсон», на дверях якого була прибита табличка «Тільки для білих». Ображений, він вирішив організувати власний готель.[1]
- У роки війни в «Тадж-Махалі» щонеділі виступав знаменитий скрипаль Мелі Мета. Його син, диригент Зубін Мета вперше вийшов на сцену саме в залі мумбайського готелю.

## Знамениті відвідувачі готелю
У різні роки в мумбайському «Тадж-Махалі» відпочивали провідні діячі культури, науки, мистецтва, політики.
- Серед перших постояльців готелю були письменники Сомерсет Моем і Олдос Хакслі.
- Джон Леннон і Йоко Оно зупинялися тут, повертаючись з Гоа, де співак зробив пропозицію своїй майбутній дружині.[3]
- Мік Джаггер вперше побував в «Тадж-Махалі», коли в 1960-х роках серйозно захопився бенгальською музикою.
- Англійська письменниця Барбара Картленд прожила в готелі в різні роки в цілому майже рік. Тут вона написала 23 романи.[1]
- Дюк Еллінгтон, що був найкращим другом Дограбаджі Тата, спадкоємця Дж. М. Тата, багато разів бував в готелі з концертами і відпочивав тут.
- Під час візиту в Боллівуд в «Тадж-Махалі» зупинялася Джина Лоллобриджида.
- У готелі гостював письменник Бернард Шоу.
- У березні 1962 року знаменитий готель відвідала Жаклін Кеннеді, дружина американського президента.
- У 1964 році Кассіус Клей (Мухаммед Алі), який вирішив прийняти іслам, відвідав Індію і зупинявся в «Тадж-Махалі».
- Тезка знаменитого боксера, Мухаммед Алі Джинна, засновник Пакистану, довгі роки резервував в «Тадж-Махалі» розкішний номер для своєї дружини Руттен.
- У готелі Джордж Харрісон брав уроки музики у Раві Шанкара.[1] Зі спогадів співака: «Ми займалися. Тут задзвонив телефон, я поклав ситар, встав і переступив через нього. Раві Шанкар ляснув мене по нозі і сказав: „Перше, чого тобі треба навчитися, — це поважати свій інструмент!“»
- У 1990 році в готелі жила австралійська модель і актриса Ель Макферсон.

У книгу почесних гостей вписані також такі імена як принц Уельський, Жак Ширак, Білл Клінтон, Елвіс Преслі.

## Номери готелю «Тадж-Махал» категорії Suite

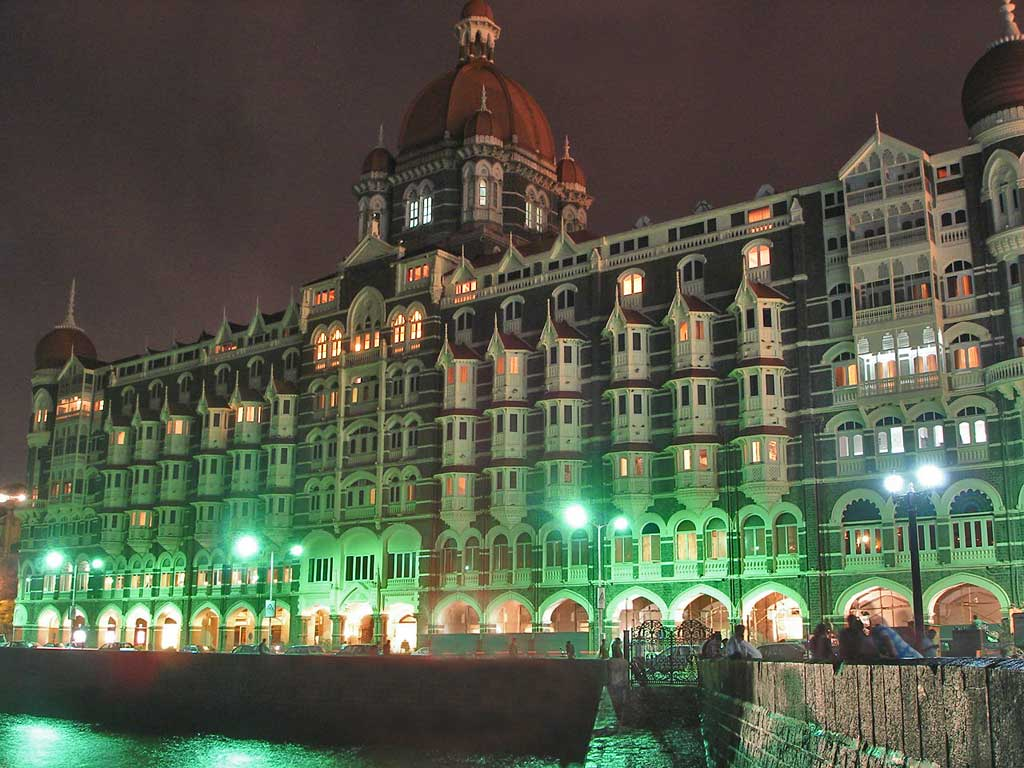

- Superior Room / Deluxe Room  — номери, розташовані в крилі Taj Mahal Tower, з видом на Аравійське море або місто.
- Luxury Grande Room  — номери в крилі Taj Mahal Palace, з видом на Аравійське море, місто або басейн. Ці номери відрізняє стиль ретро.
- Taj Club Room  — «клубні номери» на верхніх поверхах. Серед додаткових послуг гості отримують трансфер в аеропорт на лімузині, послуги дворецького та ін.
- Junior Suite / Executive Suite / Luxury Suite / Grand Luxury Suite  — «клубний номер», у вартість якого входять всі послуги.
- Presidential Suite і Rajput Suite  — розкішні номери з великою вітальнею, спальнею, патіо, балконом з видом на Браму до Індії.

Всі номери готелю оснащені бездротовим доступом до мережі Інтернет, телевізорами з супутниковими каналами, IDD-телефонами, мінібаром і сейфом.

## Ресторани і бари
- Golden Dragon — один з найкращих китайських ресторанів в Мумбаї.
- Masala Kraft — індійський ресторан.
- Shamiana — ресторан, що пропонує страви індійської та інтернаціональної кухні.
- The Zodiac Grill — ресторан з європейською кухнею і великою винною колекцією.
- Wasabi — японський ресторан.
- Souk — ресторан, що пропонує страви середземноморської кухні.
- Sea Lounge — бар з легкими стравами і закусками, чай, кава і кондитерські вироби.
- Cafe Sidewok — вечірнє кафе.
- Harbour Bar — бар (шампанське, мартіні, сигари).
- Starboard Bar — бар (коктейлі і легкі закуски, жива музика)

## Дозвілля на території готелю
- Відкритий плавальний басейн
- Тренажерний зал
- Сауна
- Парна
- Студія йоги
- Салон краси
- Комплекс ревіталізуючих процедур, що включає різні види масажу, маски, скраби і обгортання на основі натуральних компонентів
- Морські круїзи на розкішній яхті
- Поруч з готелем: теніс, гольф, більярд, бадмінтон, сквош і настільний теніс
- Нічний клуб Insomnia
- Галерея магазинів
- Оренда автомобілів
- Екскурсійне бюро
- Флористика
- Послуги няні

## У культурі
- Готель є основним місцем дії роману «Ніч у Бомбеї» (1940) американського письменника Луїса Бромфілда.
- Майкл Пейлін провів ніч у готелі в 4 епізоді телепрограми «Навколо світу за 80 днів з Майклом Пейліном».
- Готель є місцем дії фільму «Тадж-Махал» 2015 року.
- Готель є місцем дії фільму «Готель Мумбаї» 2018 року.
- Готель був місцем зйомок фільму Крістофера Нолана «Тенет», який вийшов у серпні 2020 року.